# Banyubiru (Dukun)
Banyubiru is een bestuurslaag in het regentschap Magelang van de provincie Midden-Java, Indonesië. Banyubiru telt 4916 inwoners (volkstelling 2010).